# Tomoe Abe
Tomoe Abe (Japón, 13 de agosto de 1971) fue una atleta japonesa, especializada en la prueba de maratón en la que llegó a ser medallista de bronce mundial en 1993.

## Carrera deportiva
En el Mundial de Stuttgart 1993 ganó la medalla de bronce en la maratón, recorriendo los 42,195 km en un tiempo de 2:31:01 segundos, llegando a meta tras su compatriota Junko Asari (oro) y la portuguesa Manuela Machado.
Es la plusmarquista mundial femenina de ultramaratón de 100 kilómetros, con un tiempo de 6:33:11, establecido el 25 de junio de 2000 en el Ultramaratón del Lago Saroma, prueba oficial de la IAAF (Asociación Internacional de Federaciones de Atletismo) que se celebra anualmente en Hokkaido (Japón).